# Amtsbezirk Aussee
Der Amtsbezirk Aussee war zwischen 1853 und 1867 eine Verwaltungseinheit im Brucker Kreis in der Steiermark.
Der Amtsbezirk war der Kreisbehörde in Bruck an der Mur unterstellt und besorgte deren Amtsgeschäfte vor Ort. Die Zuständigkeit erstreckte sich neben Aussee auf die Gemeinden Altaussee, Grundlsee, Mitterndorf, Pichl, Reitern und Straßen.